# متحف الهرسك القديم
متحف الهرسك القديم هو متحف في فوكا، جمهورية صربسكا، البوسنة والهرسك.

## التاريخ
تأسس المتحف في عام 1956. ويقع في مبنى فندق سابق "Gerstl" الذي تم بناؤه عام 1906، وتم هدمه خلال الحرب العالمية الثانية. في نفس المكان، تم بناء فندق "Vucevo" مرة أخرى، وتم تكييفه لاحقًا لممارسة النشاط الديني. يحتوي المتحف على مجموعة مكونة من متحف غني وأربعة معارض دائمة.

## معارض المتحف

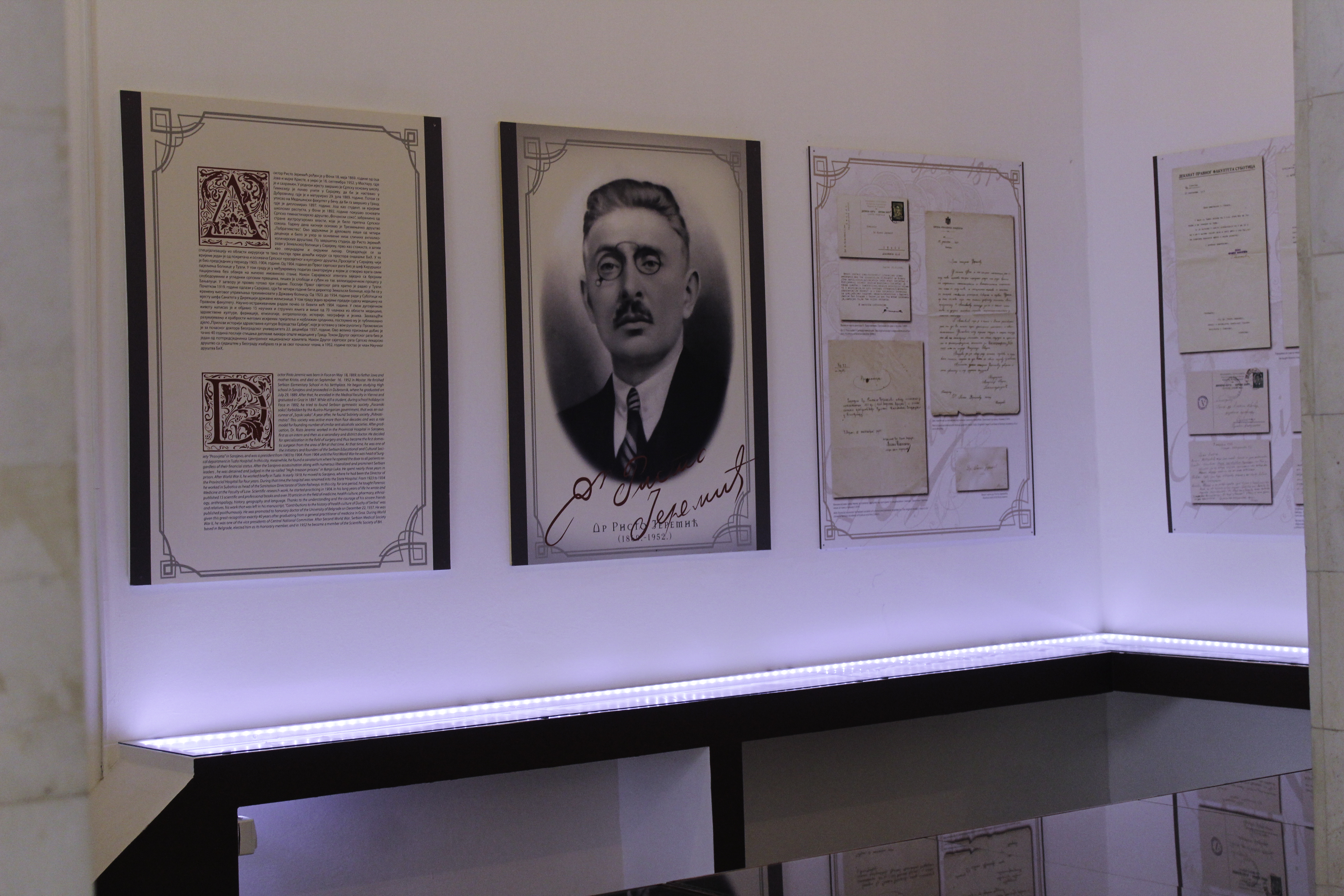
بند جزء الدكتور ريستو جيريميت في متحف الهرسك القديم.

يتميز متحف الهرسك القديم بوجود صندوق متحف غني ولديه خمسة معارض دائمة. في معرض المتحف تتناقل المعارض حول مواضيع مختلفة.

## معرض فوكا في الماضي
قدَم معرض فوكا في الماضي للزوار للتعرف على الماضي الغني لبلدية فوكا. زمنيا وهو يغطي الفترة من عصور ما قبل التاريخ إلى منتصف القرن العشرين. ويتضمن المعرض العديد من العناصر والصور التي تستدعي فترات مختلفة وشخصيات بارزة من ماضي المنطقة. فالمعارض الجذابة بشكل خاص للزوار هي تلك التي تعود إلى العصور القديمة مثل بقايا الأسلحة والأدوات والفخار وكذلك رماح العصور الوسطى والسيوف والأجسام ومن الأسلحة اليدوية التي صنعت في الحقبة العثمانية والأسلحة المزخرفة. ومن ضمن هذا، يمكن أيضًا مشاهدة مجموعة النقود (النقود القديمة، الماندالات، والتي تشمل عملات مختلفة تم استخدامها في منطقة فوكا).

## المعرض الإثنوغرافي
يتضمن المعرض الإثنوغرافي شظايا الأثاث والمفروشات والأزياء الشعبية، التي تم إنشاؤها خلال الأوقات الماضية، والتي لم تكن قيد الاستخدام، وتعكس نمط حياة سكان منطقة فوكا. تثير العناصر المعروضة الأجزاء الداخلية من المنازل الريفية والحضرية من بداية القرن العشرين، ويمكن رؤية منتجات الحرف اليدوية الأصلية والمزخرفة.

## فترة نضال التحرير الشعبي لفوكا

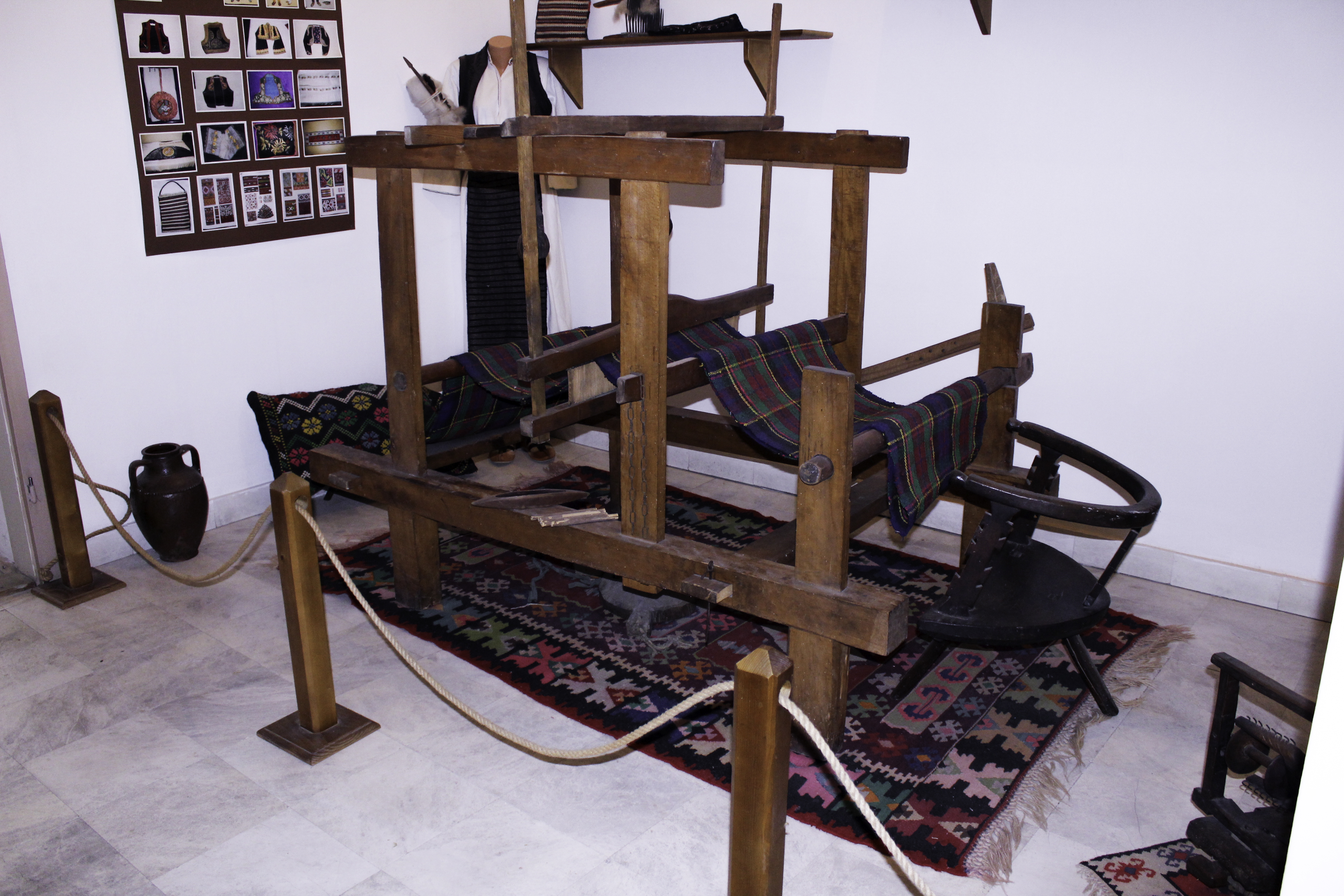
تلوح في الأفق - جزء من العناصر الإثنوغرافية في متحف الهرسك القديم في فوتشا.

معرض «فترة نظال التحرير الشعبي لفوكا» يعرض المنطقة خلال الحرب العالمية الثانية. حيث كانت اللجنة المركزية للحزب الشيوعي اليوغوسلافي والقيادة العليا برئاسة تيتو في فوتشا في تلك الفترة. وكان التنظيم العسكري والسياسي والخلفي لكفاح التحرير الشعبي في يوغسلافيا قد فعل في هذه الفترة. في الوقت نفسه تم قبول الثوار المتجمدين الذين شاركوا في مسيرة إيغمان وساعدوا. خلال ذلك الوقت، كتب موسى بيجادي «لوائح فوكا» التي أصبحت أساس يوغوسلافيا الاشتراكية المستقبلية.

## الدكتور ريستو جيريمي
الدكتور ريستو جيريمي أحد المبادرين ومؤسس الجمعية الثقافية والتعليمية الصربية «بروسفييتا»، ثم رئيس مجلس إدارتها الرئيسية. تخرج من كلية الطب في غراتس، وكان أول رجل من فوتشا تلقى تعليماً مهنياً عالياً، ثم أول جراح محلي في البوسنة والهرسك السابقة. وهو مؤلف لخمسة عشر كتابًا وأكثر من سبعين ورقة علمية ومهنية من مختلف المجالات. وكان مدير المستشفى الحكومي في سراييفو، وهو طبيب فخري في جامعة بلغراد وأكاديمي.

## فوكا في الدفاع وحرب الوطن
يعرض المعرض من خلال الصور والوثائق والأشياء الأحداث التي وقعت في منطقة فوكا خلال الحرب الأهلية في 1992 و 1995 في البوسنة والهرسك. تُظهر الحالة في يوغوسلافيا السابقة في السنوات الأخيرة من وجودها، ويعرض الجزء الأكبر من المعرض المجهود الحربي لمقاتلي فوكا وتشكيلهم في لواء المشاة الحادي عشر في الهرسك ومهمته في الخاتمة النهائية عن السلام.

## انظر أيضا

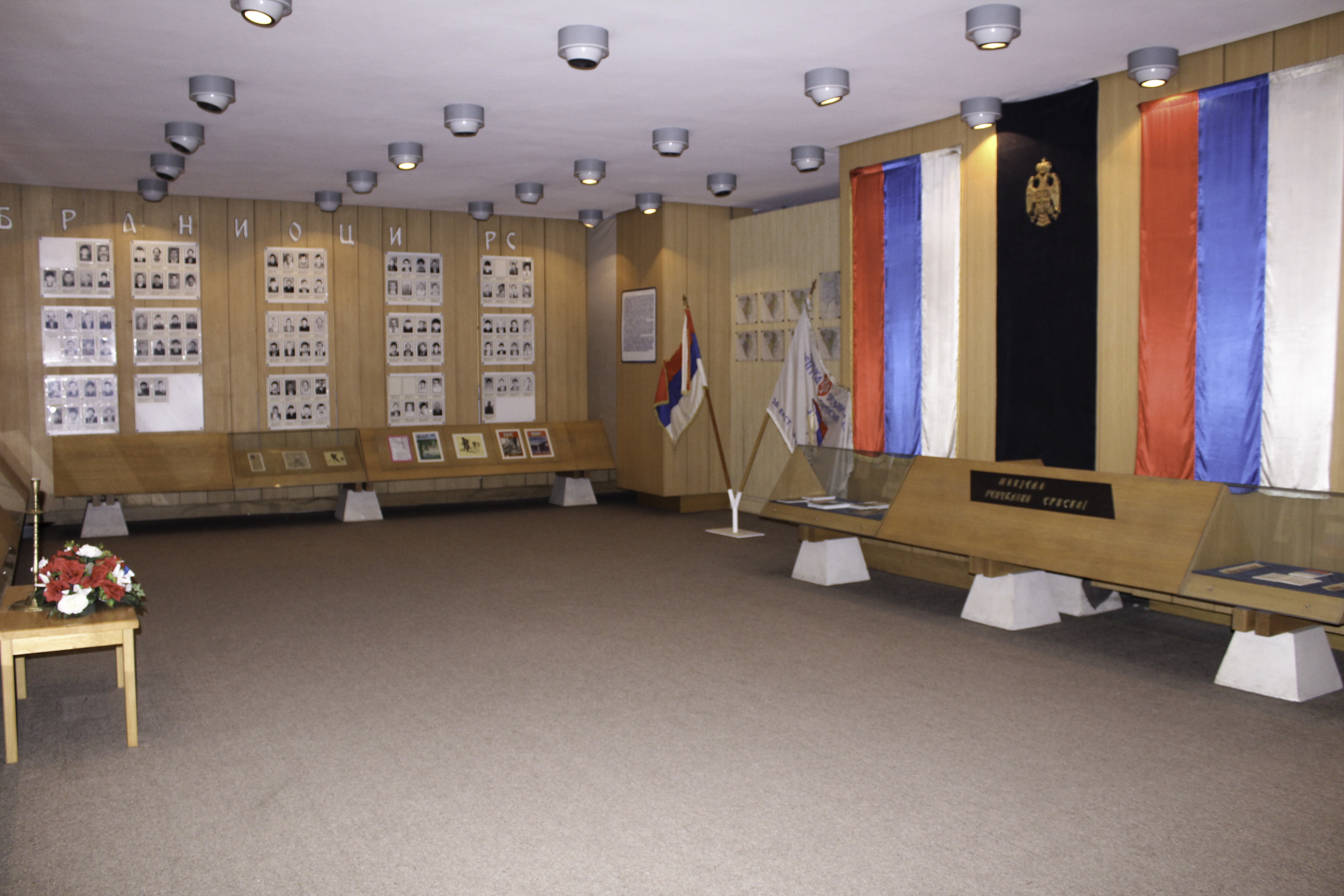
غرفة تذكارية - التفاصيل.

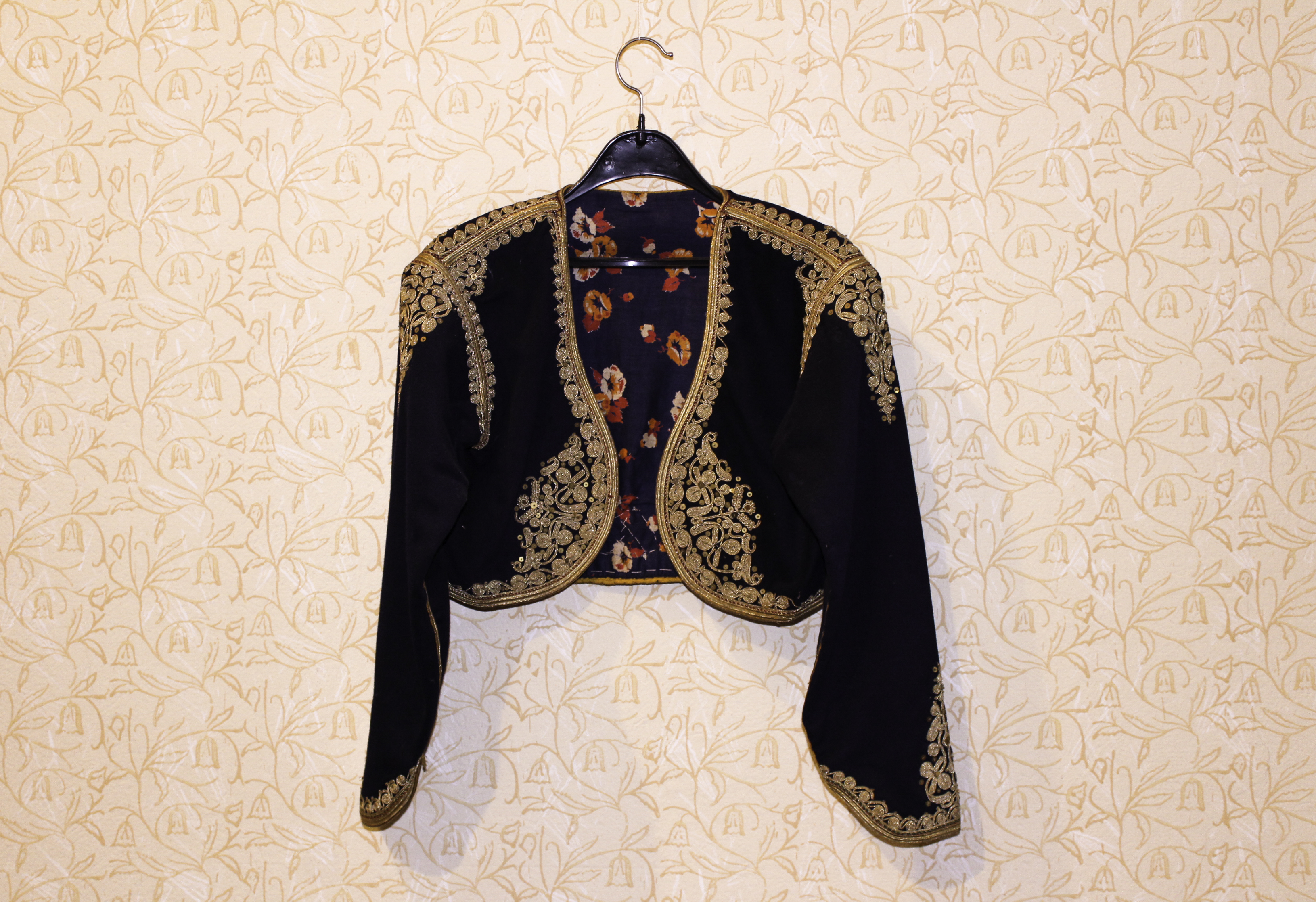
Libada - جزء من الأزياء النسائية الشعبية.

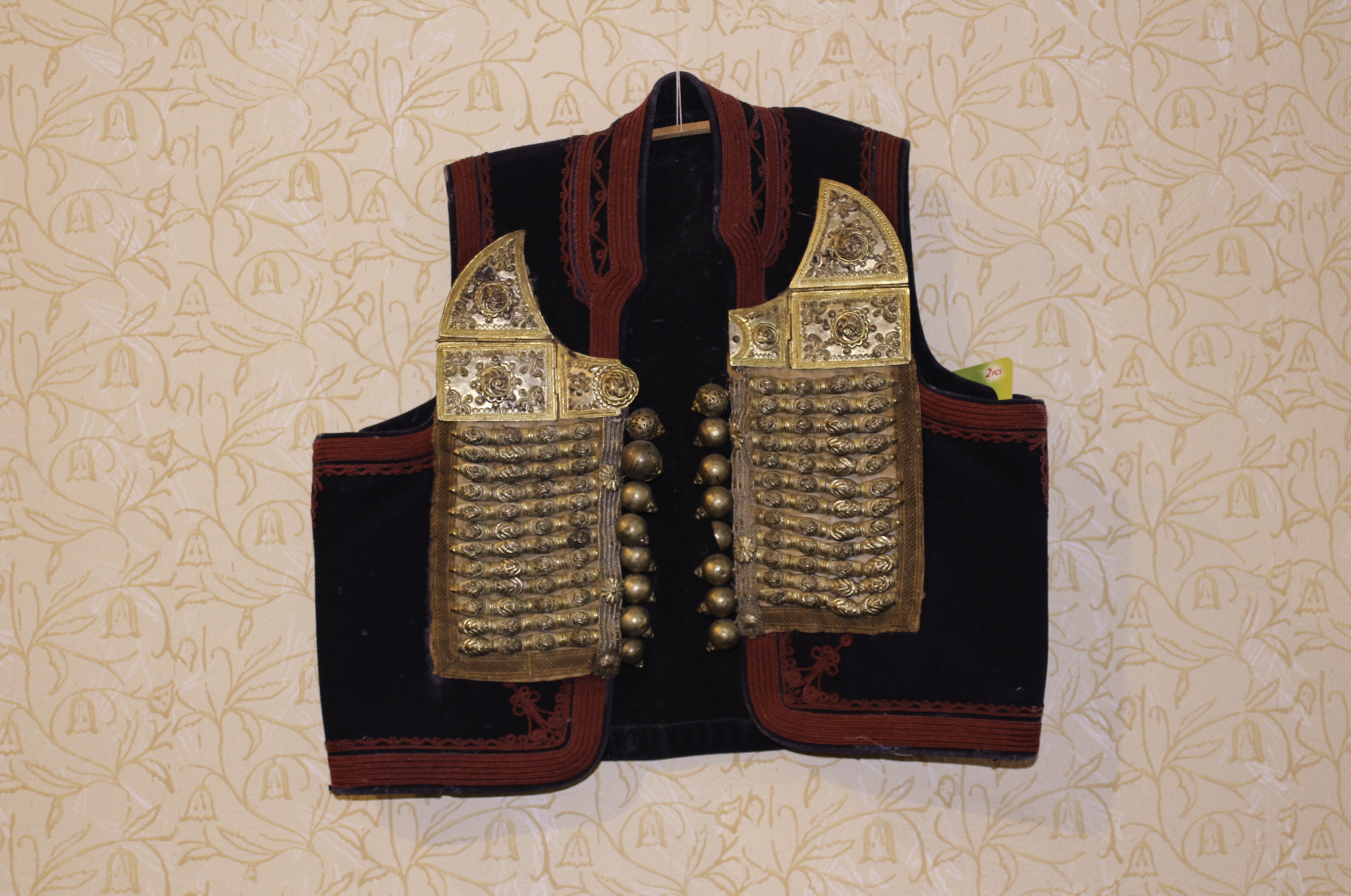
أزياء الرجال الشعبية.